# رقابت بین‌المللی نوازندگی پیانو شوپن
رقابت بین‌المللی نوازندگی پیانو فردریک شوپن (لهستانی: Międzynarodowy Konkurs Pianistyczny im. Fryderyka Chopina) که با نام «مسابقهٔ شوپن» (انگلیسی: Chopin Competition) هم شناخته می‌شود یک رقابت پیانونوازی است که در ورشو لهستان برگزار می‌شود.
این رقابت‌ها در سال ۱۹۲۷ میلادی، توسط یرژی ژوراوْلِوْ پایه‌گذاری شد و از سال ۱۹۵۵ میلادی، هر ۵ سال یکبار، برگزار شده است. این رقابت‌ها، یکی از معدود مسابقاتی است که به‌تمامی، به آثارِ یک آهنگساز (فردریک شوپن) اختصاص دارد.
این مسابقهٔ بین‌المللی، عضوی از فدراسیون جهانی مسابقات بین‌المللی موسیقی در ژنو است.